# Guabirotuba
Guabirotuba é um bairro da cidade brasileira de Curitiba, Paraná. O bairro dista 4,8 quilômetros do marco zero da cidade.

## História
Em 1736, a região onde se encontra o bairro Guabirotuba, era propriedade particular do vigário D. Ignácio Lopes. Foi nessa área da cidade que, em 1899, foi construído o Matadouro Municipal, inaugurado a 2 de setembro do mesmo ano. Com o crescimento da população, o bairro passou a ser servido por bondes elétricos, que deixaram a marca dos seus trilhos nas ruas.
O bairro manteve, por mais de 50 anos (de 1899 até 1955), a sede do Jockey Club do Paraná.

## Economia
O bairro sedia a fábrica da Electrolux (eletrodomésticos), antiga Prosdócimo.

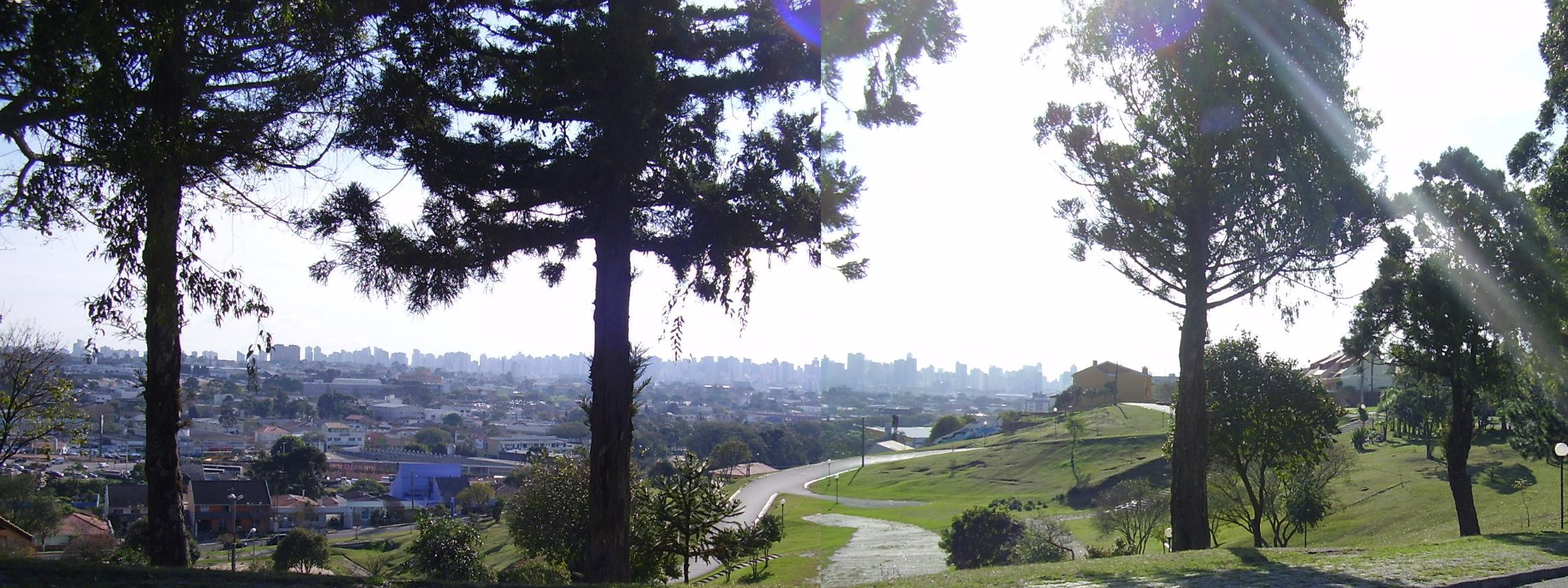
Panorama da Capital, vista da Praça Abílio de Abreu.